# Dick Hillenius

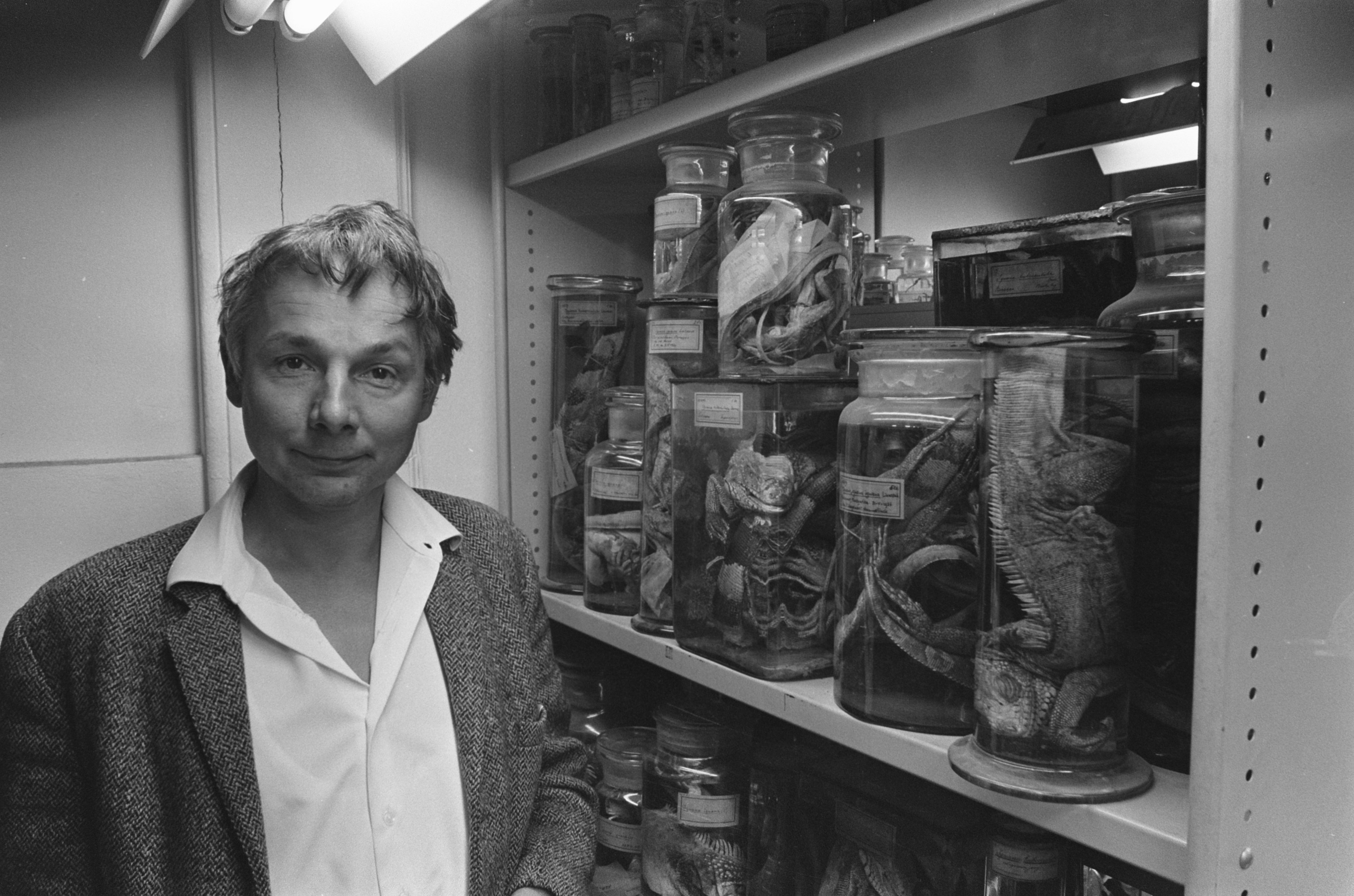
Dick Hillenius im Zoölogisch Museum Amsterdam (1970)

Dick Hillenius (* 29. Mai 1927 in Amsterdam; † 4. Mai 1987 ebenda), auch als Dirk Hillenius bekannt, war ein niederländischer Dichter, Essayist und Herpetologe. Sein Forschungsschwerpunkt waren Chamäleons.

## Leben und Wirken
Hillenius war der Bruder des Kunstmalers und Grafikers Jaap Hillenius (1934–1999). Als Kind war er an Biologie und Musik interessiert. Er besuchte die Universität Amsterdam und 1951 wurde er Leiter der öffentlichen Ausstellungen des Zoölogisch Museum Amsterdam (ZMA). 1954 wurde er Kurator an der herpetologischen Abteilung. Während dieser Zeit begann seine Forschung für seine Doktorarbeit über die Differenzierung innerhalb der Chamäleongattung Chamaeleo, mit der er 1959 unter der Leitung von Hendrik Engel (1898–1981) zum Ph.D. promoviert wurde.
Obwohl Chamäleons das bevorzugte Interessensfeld von Hillenius waren, veröffentlichte er auch Essays und Dichtungen, beginnend 1961 mit dem Werk Tegen het vegetarisme. Weitere Titel waren Het romantische mechaniek (1969) und Een klein apparaat tegen rechtlijnigheid (1975). Hillenius bestach durch einen mitreißenden Enthusiasmus, der sein Werk bei einem breiten niederländischen Publikum populär machte. Er schrieb häufig Titel, in denen Reptilien und Amphibien auftauchen, insbesondere Chamäleons, Kröten und Frösche. Auch mit der Darwinschen Theorie ging er scherzhaft um. Hillenius war ein häufiger und populärer Gast im niederländischen Fernsehen. Ferner wirkte er am Dokumentarfilm Fressen und gefressen werden von Bert Haanstra mit.

## Werke (Auswahl)
- 1956 – Inleiding tot het denken van Darwin, Assen, Born
- 1959 – The differentiation within the genus Chamaeleo laurenti (Dissertation)
- 1961 – Tegen het vegetarisme, Amsterdam, Van Oorschot
- 1965 – Oefeningen voor een derde oog, Amsterdam, De Arbeiderspers
- 1966 – Prikkels en de zwarte regenten
- 1966 – Uit groeiende onwil om ooit nog ergens in veiligheid aan te komen, Amsterdam, De Arbeiderspers
- 1967 – De vreemde eilandbewoner
- 1969 – De beestachtige bronnen van het geweld, Amsterdam, Thomas Rap
- 1969 – Het romantische mechaniek, Amsterdam, De Arbeiderspers
- 1971 – De mens is een ondier, Akademie voor Beeldende Kunsten
- 1972 – Plaatselijke godjes, Amsterdam, Erven Thomas Rap
- 1974 – Sprekend een dier, Amsterdam, De Arbeiderspers
- 1975 – Een klein apparaat tegen rechtlijnigheid, Amsterdam, De Arbeiderspers
- 1976 – Dieren en dierentuinen
- 1978 – Het principe van de nieuwsgierigheid, Amsterdam, De Arbeiderspers
- 1978 – Waarom is de ijsbeer wit?, Wormerveer, Inmerc
- 1978 – Wat is natuur nog (mit Marinus Adrianus Koekkoek), Alphen aan den Rijn, Sijthoff
- 1981 – De onrust bewaren, Haarlem, Carlinapers
- 1981 – Koning in een wijd landschap, Terhorst, Ser J.L. Prop
- 1982 – De onrust bewaren, Amsterdam, De Arbeiderspers
- 1983 – In de ban van de elite, of de elite in de ban? (mit A.C. Zijderveld), Kampen, Kok
- 1985 – Keren van de wind, Wijhe, Elferink
- 1986 – De hersens een eierzeef, Leiden, Martinus Nijhoff
- 1986 – De psychobiologie van het feestvieren, Middelburg, Zeeuws Kunstenaars Centrum
- 1986 – Verre plekken die herinnerd blijven (mit Henri Plaat), Baarn, Atalanta Pers
- 1986 – Verzamelde gedichten, Amsterdam, Van Oorschot
- 1986 – Wat kunnen wij van rijke mensen leren, Amsterdam, Van Oorschot
- 1988 – Eilanden bestaan niet meer, in, Kaos budgetboeken, Amsterdam, Knippenberg
- 1996 – De hand van de slordige tuinman, Amsterdam, Van Oorschot